# Lijst van natuurparken in Roemenië
Hieronder volgt een lijst van natuurparken in Roemenië. 
Een natuurpark (Roemeens: parcul natural) is een gebied waar natuur en landschap worden beschermd. Roemeense natuurparken mogen niet verward worden met de Roemeense nationale parken, waarin de natuur strenger wordt beschermd.
| Naam natuurpark                            | Foto |
| ------------------------------------------ | ---- |
| Natuurpark Apuseni                         |      |
| Natuurpark Balta Mică a Brăilei            |      |
| Natuurpark Bucegi                          |      |
| Natuurpark Cefa                            |      |
| Natuurpark Cindrel                         |      |
| Natuurpark Comana                          |      |
| Natuurpark Dumbrava Sibiului               |      |
| Natuurpark Grădiștea Muncelului-Cioclovina |      |
| Geopark Țara Hațegului                     |      |
| Natuurpark Porțile de Fier                 |      |
| Natuurpark Lunca Joasă a Prutului Inferior |      |
| Natuurpark Munții Maramureșului            |      |
| Geopark Platoul Mehedinți                  |      |
| Natuurpark Lunca Mureșului                 |      |
| Natuurpark Putna-Vrancea                   |      |
| Natuurpark Defileul Mureșului Superior     |      |
| Natuurpark Vânători-Neamţ                  |      |
| Geopark Ținutul Buzăului                   |      |